# Molinaea sessilifolia
Molinaea sessilifolia är en kinesträdsväxtart som beskrevs av René Paul Raymond Capuron. Molinaea sessilifolia ingår i släktet Molinaea och familjen kinesträdsväxter. Inga underarter finns listade i Catalogue of Life.